# Pazachyt na myrtvite
Pazachyt na myrtvite é um filme de drama búlgaro de 2006 dirigido e escrito por Ilian Simeonov. Foi selecionado como representante da Bulgária à edição do Oscar 2008, organizada pela Academia de Artes e Ciências Cinematográficas.

## Elenco
- Vladimir Georgiev.....Garoto
- Samuel Finzi.....Ivan
- Itzhak Fintzi.....Angel
- Diana Dobreva.....Maria
- Nikolai Urumov